# Фредерік Діфенталь
Фредерік Діфенталь (фр. Frédéric Diefenthal, рід. 26 липня 1968) — французький актор.
У 15 років він закінчив навчання і почав працювати. Його акторський дебют відбувся в 1991 у фільмі «Тотальне стеження». Першу велику роль актор зіграв у 1995 у фільмі «Приємна Франція», правда картина залишилася непоміченою. Популярність Фредеріку Дефенталю принесла роль нездари-поліцейського у фільмах «Таксі», а також «Таксі 2», «Таксі 3» та "Таксі 4 ".
Актор був номінований на премію «Сезар» як найкращий молодий актор.

## Приватне життя
У 2002 році розлучився з французькою актрисою Клер Кем (Claire Keim), з якої вони були разом з 1999 року. У травні 2004 року одружився з акторкою Гвендолін Амон (Gwendoline Hamon), онукою відомого письменника Жана Ануя («Пасажир без багажу», «Антігона»). У липні 2004 р. в них народився син Габріель (Gabriel).

## Фільмографія
- 1991 — Біллі
- 1991 — Тотальне стеження
- 1993 — Аліс Невер
- 1996 — Капітан Конан
- 1998 — Таксі
- 2000 — Таксі 2
- 2000 — Шість
- 2001 — Белфегор — привид Лувра
- 2001 — Сильні душі
- 2002 — Приватне розслідування / Une affaire privée
- 2003 — Лабіринти
- 2003 — Випадкова людина
- 2003 — Таксі 3
- 2004 — Квартирант
- 2004 — Холостий постріл / Nos amis les flics
- 2005 — Секс у великому Парижі
- 2005 — Суфлер
- 2007 — Таксі 4